# 202
سنة 202 م (بالأرقام الرومانية: CCII) كانت سنة بسيطة تبدأ يوم الجمعة (الرابط يظهر نموذج الجدول الزمني الكامل للسنة) من التقويم اليولياني. بدأت تسمية السنة ب202 منذ العصور الوسطى المبكرة، عندما أصبح تقويم أنو دوميني هو الأسلوب السائد في أوروبا لتسمية السنوات.

## أحداث
- تأسيس مدينة بورصة وتقع حاليا في تركيا.

## وفيات
- إيرينيئوس
- يوان شاو